# Ramp Agent

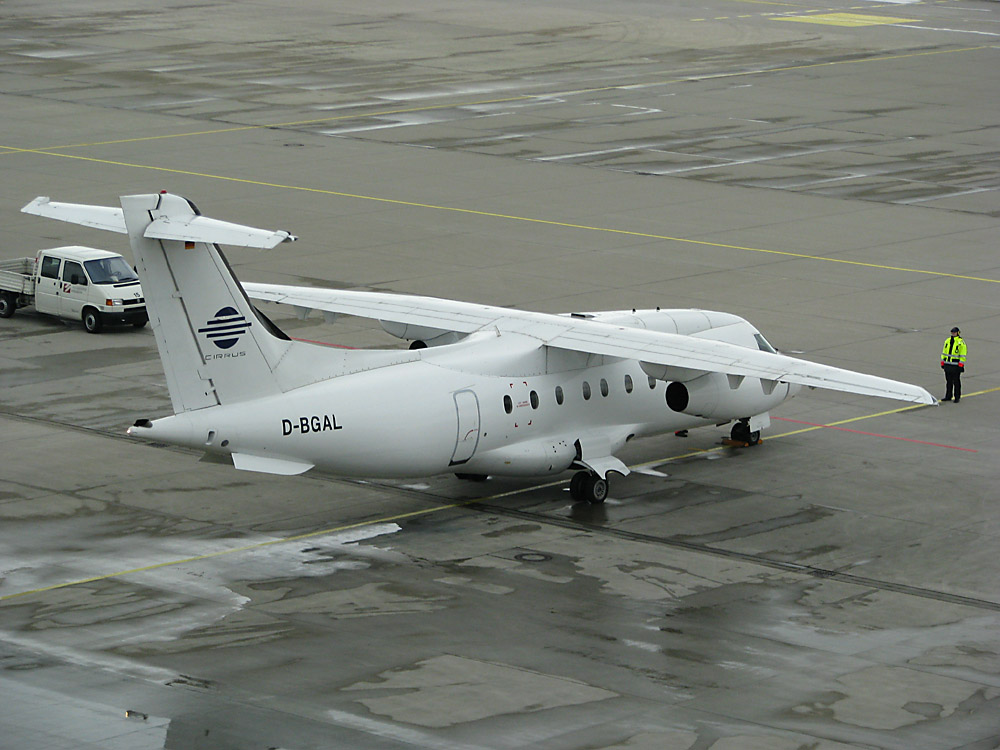
Ein Ramp Agent bereitet eine Dornier 328 jet in Dresden zum Start vor.

Der Ramp Agent oder Operations Agent (Station Operation) ist ein luftseitig (airside) am Boden eingesetzter Fluggesellschafts- oder Flughafenangestellter, der Flugzeuge auf den Abflug vorbereitet. Auf größeren Flughäfen vertritt er den Stationsleiter bzw. die Einsatzleitung der jeweiligen Fluggesellschaft auf dem Vorfeld.

## Aufgaben

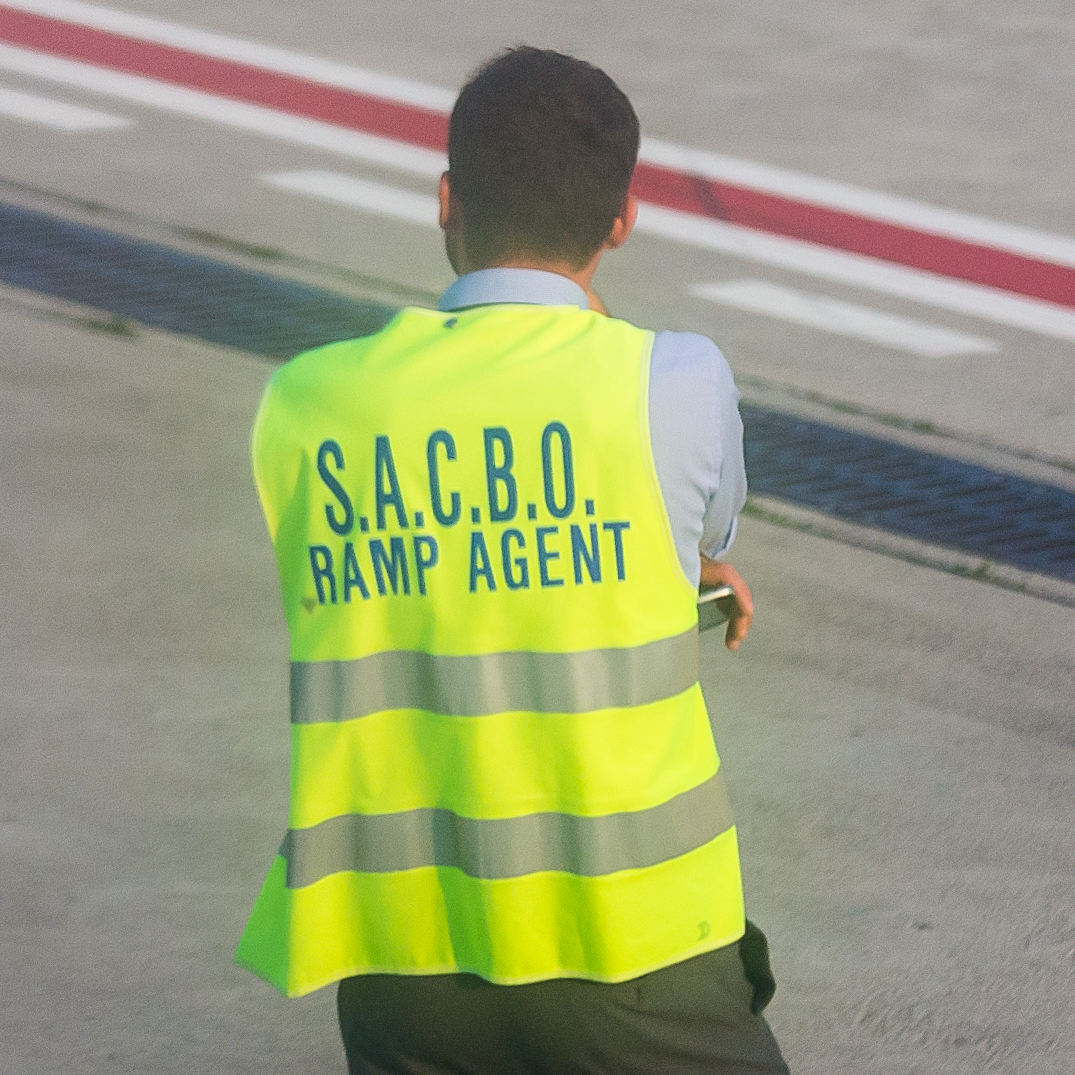
Ramp Agent auf dem Flughafen Orio al Serio

Als Ansprechpartner für Cockpit- und Kabinenbesatzung sowie Schnittstelle zwischen OPS (Operations Office, Einsatzzentrale der Fluggesellschaft), Gatepersonal, Technik und Vorfeldarbeitern überwacht und koordiniert der Ramp Agent alle Dienstleistungen, die an einem Flugzeug während dessen Bodenzeit geleistet werden. Dazu gehören unter anderem die Beladung, das Tanken, die Innenreinigung, das Catering, Versorgung mit Frischwasser und Abtransport des Abwassers sowie die Überwachung des Boardings der Passagiere.
Der Ramp Agent ist insbesondere für die Einhaltung und Überwachung der von der IATA, der Luftfahrt-Oberbehörde des jeweiligen Staates (in Deutschland das LBA) und der abzufertigenden Fluggesellschaft erlassenen Sicherheitsvorschriften verantwortlich. Ebenso für die von den Flugzeugherstellern, nach unterschiedlichen Flugzeugtypen, erlassenen Regularien. Diese sind zum Beispiel:
- Einhaltung der Ladebegrenzungen
  - maximale Bodenbelastung des Laderaumbodens
  - maximale Belastung der Flugzeugstruktur
  - Begrenzungen durch Ladesicherungssysteme (Paletten-Locks, Container-Stops, Netze, Seile)
  - Zusammenladbarkeit der Fracht (Gefahrgut, Lebensmittel, Tiere)
  - Sicherung von Schwerlastteilen, Tieren und Gefahrgut
  - Einschränkungen in bestimmten Laderäumen, für bestimmte Güter
  - Beschränkungen/Embargos (Gefahrgut, Tiere) für bestimmte Zielflughäfen
- Einhaltung Schwerpunkt/Gesamtgewichte
  - Einhaltung der Trimlimits (Flugzeugschwerpunkt bei Start/Landung)
  - Einhaltung der maximal zulässigen Gewichte für Start und Landung in koordinierter Absprache mit den Weight-and-Balance-Agents (Loadcontroller)

Ebenfalls ist er gesamtverantwortlich für die Verladung des Gepäcks und den damit verbundenen Luftsicherheitsvorschriften (Security).
In seinem Fokus liegt die sichere, pünktliche und wirtschaftliche Abfertigung eines Fluges. Insbesondere auf großen Luftfahrt-Drehkreuzen muss dabei oft zwischen Pünktlich- und Wirtschaftlichkeit abgewogen werden. An einigen Flughäfen bzw. bei einigen Gesellschaften ist er auch für die Pushbacks verantwortlich.
Nach Abschluss der Beladung und des Einsteigeprozesses werden die Ladedaten per Telefon oder mobiler EDV an das Weight & Balance System der jeweiligen Airline übertragen. Anhand dieser aktuellen Daten wird nun ein Load- und Trimsheet erstellt.
Es listet alle für das Cockpit relevanten Daten, wie
- Takeoff weight (TOW) – Startgewicht
- Landing weight (LAW) – Landegewicht

- Loaded Index Takeoff Weight (LI-TOW)
- Loaded Index Landing Weight (LI-LAW)

- MAC oder auch CG at TOW – Schwerpunkt des Flugzeuges beim Start
- MAC oder auch CG at LAW – Schwerpunkt des Flugzeuges bei der Landung

(MAC = mean aerodynamic center)
(CG = center of gravity)
Der Ramp Agent hat zuvor sichergestellt, dass alle Limits eingehalten wurden und die Daten auf dem Loadsheet korrekt sind. Er trägt hierfür die Gesamtverantwortung.
Das Loadsheet wird heutzutage meist via Datalink direkt in das Cockpit übertragen und dort ausgedruckt, bzw. die Daten fließen dort in den Bordcomputer ein. Anhand dieser Daten werden die entsprechenden Klappen (Flaps, Spoiler, Vorflügel) beim Start und bei der Landung in Position gebracht.
Die Piloten bekommen mit dem Loadsheet aber noch viele andere Daten in das Cockpit geliefert, welche sie zur sicheren Durchführung des Fluges benötigen. Neben den bereits erwähnten Trim- und Gewichtsdaten erhält das Cockpit auch die Informationen bezüglich der Sonderladungen. Dies wären zum Beispiel Gefahrgüter, verderbliche Güter oder Tiere.

## Ausbildung in Deutschland
Die Ausbildung zum Ramp Agent ist – anders als jene zum Lademeister – kein offizieller Ausbildungsberuf. Sie basiert stattdessen oft auf einer bereits abgeschlossenen Ausbildung, welche nicht zwangsläufig etwas mit der späteren Tätigkeit als Ramp Agent zu tun haben muss. In etwa zwei bis drei Monaten muss sowohl ein fachtheoretischer als fachpraktischer Nachweis erbracht werden.
Einige Ramp Agents haben zuvor eine Ausbildung zum/zur Luftverkehrskaufmann/-frau oder Servicekaufmann/Servicekauffrau für Luftverkehr abgeschlossen. Die erforderliche Zusatzqualifikation setzt sich unter anderem zusammen aus theoretischen Schulungen im Bereich Weight and Balance, Gefahrgut und Push-Back-Walkout-Zertifizierung sowie Vorfeldführerschein und praktischer Ausbildung an verschiedenen Flugzeugtypen.